# TV1 (Malezja)
TV1 – malezyjska stacja telewizyjna. Została uruchomiona w 1963 roku.